# Улмет (Олт)
Улмет (рум. Ulmet) — село у повіті Олт в Румунії. Входить до складу комуни Добрун.
Село розташоване на відстані 148 км на захід від Бухареста, 21 км на південний захід від Слатіни, 35 км на схід від Крайови.

## Населення
За даними перепису населення 2002 року у селі проживали 278 осіб, усі — румуни. Усі жителі села рідною мовою назвали румунську.